# Milnor-Wood-Ungleichung
Im mathematischen Gebiet der Differentialgeometrie gibt die Milnor-Wood-Ungleichung ein Hindernis für die Existenz eines flachen Zusammenhangs auf einem Faserbündel.

## Sätze von Milnor und Wood
Die klassische Milnor-Wood-Ungleichung betrifft (orientierte) flache Kreisbündel über einer Fläche {\displaystyle \Sigma }, deren Monodromie also durch einen Homomorphismus {\displaystyle \rho \colon \pi _{1}\Sigma \to Homeo^{+}(S^{1})} gegeben ist. Eine stärkere Ungleichung erhält man für
lineare flache Kreisbündel, also mit Monodromie {\displaystyle \rho \colon \pi _{1}\Sigma \to SL(2,\mathbb {R} )}
Satz (Milnor): Sei {\displaystyle \Sigma } eine geschlossene, orientierbare Fläche vom Geschlecht {\displaystyle g}. Für die Eulerklasse eines linearen flachen Kreisbündels {\displaystyle \pi \colon E\to \Sigma } über {\displaystyle \Sigma } gilt
{\displaystyle \vert eu(E)\vert \leq g-1}.
Insbesondere hat das Tangentialbündel einer geschlossenen, orientierbaren Fläche vom Geschlecht {\displaystyle g\geq 2} keinen flachen Zusammenhang.
Satz (Wood): Sei {\displaystyle \Sigma } eine geschlossene, orientierbare Fläche vom Geschlecht {\displaystyle g}. Für die Euler-Klasse eines flachen Kreisbündels {\displaystyle \pi \colon E\to \Sigma } über {\displaystyle \Sigma } gilt
{\displaystyle \vert eu(E)\vert \leq 2g-2}.
Der Satz von Milnor folgt aus dem Satz von Wood, weil man zu einer Darstellung {\displaystyle \pi _{1}\Sigma \to SL(2,\mathbb {R} )} vermöge der 2-fachen Überlagerung {\displaystyle SL(2,\mathbb {R} )\to PSL(2,\mathbb {R} )} eine Darstellung {\displaystyle \pi _{1}\Sigma \to PSL(2,\mathbb {R} )\subset Homeo^{+}(S^{1})} bekommt, deren Eulerzahl gerade die Hälfte der Eulerzahl der ursprünglichen Darstellung ist.
Aus dem Satz von Goldman folgt, dass die Darstellungen {\displaystyle \rho \colon \pi _{1}\Sigma \to PSL(2,\mathbb {R} )} mit {\displaystyle eu(E_{\rho })=\pm (2g-2)} genau die diskreten und treuen Darstellungen sind.

## Beschränkte Kohomologie
Die Beweise von Milnor und Wood benutzten Abschätzungen für Kommutatoren in {\displaystyle SL(2,\mathbb {R} )} bzw. {\displaystyle Homeo^{+}(S^{1})}. Ein einfacherer auf Ghys und Jekel zurückgehender Beweis benutzt beschränkte Kohomologie: die universelle Eulerklasse in {\displaystyle H^{2}(Homeo^{+}(S^{1});\mathbb {R} )} lässt sich durch einen beschränkten Kozykel der Norm 1/2 repräsentieren.

## Verallgemeinerungen

### Höherdimensionale Bündel
Satz (Sullivan-Smillie): Für die Euler-Klasse eines flachen {\displaystyle GL^{+}(n,\mathbb {R} )}-Bündels {\displaystyle \pi \colon E\to M} über einer geschlossenen, orientierbaren Mannigfaltigkeit {\displaystyle M} gilt die Ungleichung
{\displaystyle \vert eu(E)\vert \leq {\frac {1}{2^{n}}}\parallel M\parallel }
für die Eulerklasse {\displaystyle eu(E)} und das simpliziale Volumen {\displaystyle \parallel M\parallel }.
Man sagt, dass eine Mannigfaltigkeit {\displaystyle M} der Milnor-Wood-Ungleichung mit Konstante {\displaystyle MW(M)\in \mathbb {R} } genügt, wenn für jedes flache {\displaystyle GL^{+}(n,\mathbb {R} )}-Bündel die Ungleichung
{\displaystyle \vert eu(E)\vert \leq MW(M)\vert \xi (M)\vert }
für die Eulerklasse {\displaystyle eu(E)} und die Euler-Charakteristik {\displaystyle \chi (M)} gilt.
Aus dem Satz von Milnor folgt {\displaystyle MW(\Sigma _{g})={\frac {1}{2}}} und aus einem Satz von Bucher-Gelander {\displaystyle MW(M_{1}\times M_{2})=MW(M_{1})MW(M_{2})}.

### Toledo-Invariante
Sei {\displaystyle X=G/K} ein Hermitescher symmetrischer Raum nichtkompakten Typs vom Rang {\displaystyle p} und {\displaystyle \omega } die Kählerform der Bergman-Metrik. Dann gilt für eine stetige Abbildung {\displaystyle f\colon \Sigma \to X} einer Fläche {\displaystyle \Sigma } vom Geschlecht {\displaystyle g} die Ungleichung
{\displaystyle \vert \int _{\Sigma }f^{*}\omega \vert \leq 4p(g-1)\pi }.
Diese Ungleichung lässt sich interpretieren als Abschätzung für die Norm der Kählerklasse (und damit der Toledo-Invariante) in beschränkter Kohomologie. Sie verallgemeinert die Abschätzung der Eulerklasse für {\displaystyle G/K=SL(2,\mathbb {R} )/SO(2)}.